# Luis Medina Cantalejo
Luis Medina Cantalejo (Tomares, Sevilla, 1 de marzo de 1964) es un exárbitro de fútbol profesional español, internacional desde 2002. Fue presidente del Comité de Árbitros de Andalucía y desde diciembre de 2021 es el presidente del Comité Técnico de Árbitros (CTA) de la Real Federación Española de Fútbol (RFEF).desde el 26 de junio de 2025 es EXPRESIDENTE

## Biografía
Debutó en primera división el 30 de agosto de 1998 en el partido Real Sociedad-Oviedo. Durante la temporada 2005/2006 dirigió 16 encuentros, así como la final de la Copa del Rey.
Sustituyó a Manuel Enrique Mejuto González en la Copa Mundial de Fútbol de 2006 como único representante español. Arbitró en dicho torneo el total de cuatro partidos, dos de primera fase (Alemania 1-0 Polonia); y Países Bajos 0-0 Argentina); uno de octavos de final (Italia 1-0 Australia), donde cobró una severa expulsión a Marco Materazzi y una polémica falta en el área penal de Lucas Neill sobre Fabio Grosso en el minuto 93, lo que provocaría la anotación de Francesco Totti desde los 11 metros y así la victoria italiana. Sin embargo, las imágenes le dan razón al árbitro, Grosso acentúa la caída pero Neill en deslizamiento golpea el jugador italiano a la pierna, antes con el brazo y después con el cuerpo, haciéndolo tropezar y caer. Medina Cantalejo también arbitró un partido de cuartos de final (Brasil 0-1 Francia). 
Fue asimismo designado como cuarto árbitro de la final del campeonato, en la que Italia derrotó a Francia en los penaltis (5-3) tras empatar a un gol durante el tiempo reglamentario. En la misma, tuvo un relevante papel en el minuto 110 de la final, cuando por medio del intercomunicador avisó al árbitro central, Horacio Elizondo que el astro francés Zinedine Zidane había golpeado con un cabezazo al defensa italiano Marco Materazzi, tras lo cual el capitán francés vio la tarjeta roja de parte del colegiado argentino. El cuerpo técnico francés denunció que Medina Cantalejo actuó fuera del reglamento ya que habría observado la agresión de Zidane por medio de las cámaras de televisión del estadio; sin embargo, en su informe a la FIFA la terna arbitral aseguró que el cuarto árbitro observó directamente la polémica situación, tras lo cual informó primero al asistente Darío García y luego al árbitro principal Elizondo.
La temporada 2008/09 Medina Cantalejo se retiró definitivamente del arbitraje. Se despide por la puerta grande arbitrando en la final de Copa del Rey 2009 y la final de Copa de la UEFA 2009. La final continental, disputada el 7 de mayo de 2009, fue el último partido que dirigió en su carrera.
Tras dejar los terrenos de juego, fue designado adjunto a la dirección técnica del Comité de Árbitros de la RFEF, como responsable de los árbitros de Segunda División B. Desde diciembre de 2021 es el presidente del Comité Técnico de Árbitros de la RFEF, prometiendo cambios en la aplicación del sistema de vídeo arbitraje (VAR) en las áreas, procurando que la intervención del VAR sea sólo en acciones manifiestamente claras.
El 30 de agosto de 2023, fue denunciado por el árbitro Xavier Estrada Fernández, junto a Luis Rubiales, presidente de la RFEF; Andreu Camps secretario general de la RFEF y Velasco Carvallo presidente del CTA hasta 2021. En la denuncia, interpuesta ante el CSD, acusaba a Luis Medina Cantalejo junto a los nombrados anteriormente de haber utilizado 1,92 millones de euros que debían ser destinados a la retribución del arbitraje para otros fines. 
Esto se une a otras polémicas que han envuelto al exárbitro en los últimos tiempos, como los audios en los que presuntamente arremetía contra un colegiado español, o en sus presuntos vínculos con el caso negreira .

## Trayectoria
| Categoría          | País   | Año       |
| ------------------ | ------ | --------- |
| Segunda División B | España | 1993-1995 |
| Segunda División   | España | 1995-1998 |
| Primera División   | España | 1998-2009 |

## Premios
- Silbato de Oro de Primera División (1): 2005